# Jean-Christophe Yoccoz
Jean-Christophe Yoccoz (Paris, 29 de maio de 1957 – Paris, 3 de setembro de 2016) foi um matemático francês.

## Biografia
Yoccoz frequentou o Lycée Louis-le-Grand, durante o qual foi medalhista de prata na Olimpíada Internacional de Matemática de 1973 e medalhista de ouro em 1974. Ele entrou na École Normale Supérieure em 1975, e completou uma agrégation em matemática em 1977. Após completar o serviço militar no Brasil, ele completou seu doutorado. sob Michael Herman em 1985 no Centre de mathématiques Laurent-Schwartz, que é uma unidade de pesquisa operada em conjunto pelo Centro Nacional Francês de Pesquisa Científica (CNRS) e Ecole polytechnique. Ele assumiu um cargo na Universidade de Paris-Sud em 1987 e tornou-se professor no Collège de France em 1997, onde permaneceu até sua morte. Ele era um membro do Bourbaki.
Yoccoz ganhou o Prêmio Salem em 1988. Ele foi um palestrante convidado no Congresso Internacional de Matemáticos em 1990 em Kyoto, e foi premiado com a Medalha Fields no Congresso Internacional de Matemáticos em 1994 em Zurique. Ele ingressou na Academia Francesa de Ciências e na Academia Brasileira de Ciências em 1994, tornou-se chevalier na Legião de Honra Francesa em 1995 e recebeu a Grã-Cruz da Ordem Nacional do Mérito Científico em 1998.

## Trabalho matemático
Yoccoz trabalhou na teoria dos sistemas dinâmicos , suas contribuições incluem avanços na teoria KAM e a introdução do método dos quebra-cabeças de Yoccoz, uma técnica combinatória que se mostrou útil para o estudo de conjuntos de Julia.

## Publicações notáveis
- Yoccoz, J.-C. Conjugaison différentiable des difféomorphismes du cercle dont le nombre de rotation vérifie une condition diophantienne. Ann. Sci. École Norm. Sup. (4) 17 (1984), no. 3, 333–359. doi:10.24033/asens.1475
- Yoccoz, Jean-Christophe. Théorème de Siegel, nombres de Bruno et polynômes quadratiques. Petits diviseurs en dimension 1. Astérisque No. 231 (1995), 3–88.